# Республика (издательство)
Издательство «Республика» — российское издательство гуманитарного профиля, выпускает официальные документы и материалы высших органов законодательной и исполнительной власти Российской Федерации, социально-экономическую, художественную, детскую и другую литературу, а также учебные пособия, календари и прочее.

## История
Издательство создано после запрета деятельности КПСС в конце 1991 года на базе издательства «Политиздат», имевшего статус центрального политического издательства СССР. В декабре 1991 года решением Совета Министров — Правительства РСФСР на базе Издательства политической литературы ЦК КПСС был создан российский информационно-издательский центр «Республика» Комитета Российской Федерации по печати.
По данным из реестра юридических лиц, ликвидировано 15 августа 2018 по итогам конкурсного производства в связи с банкротством.

## Издательская деятельность

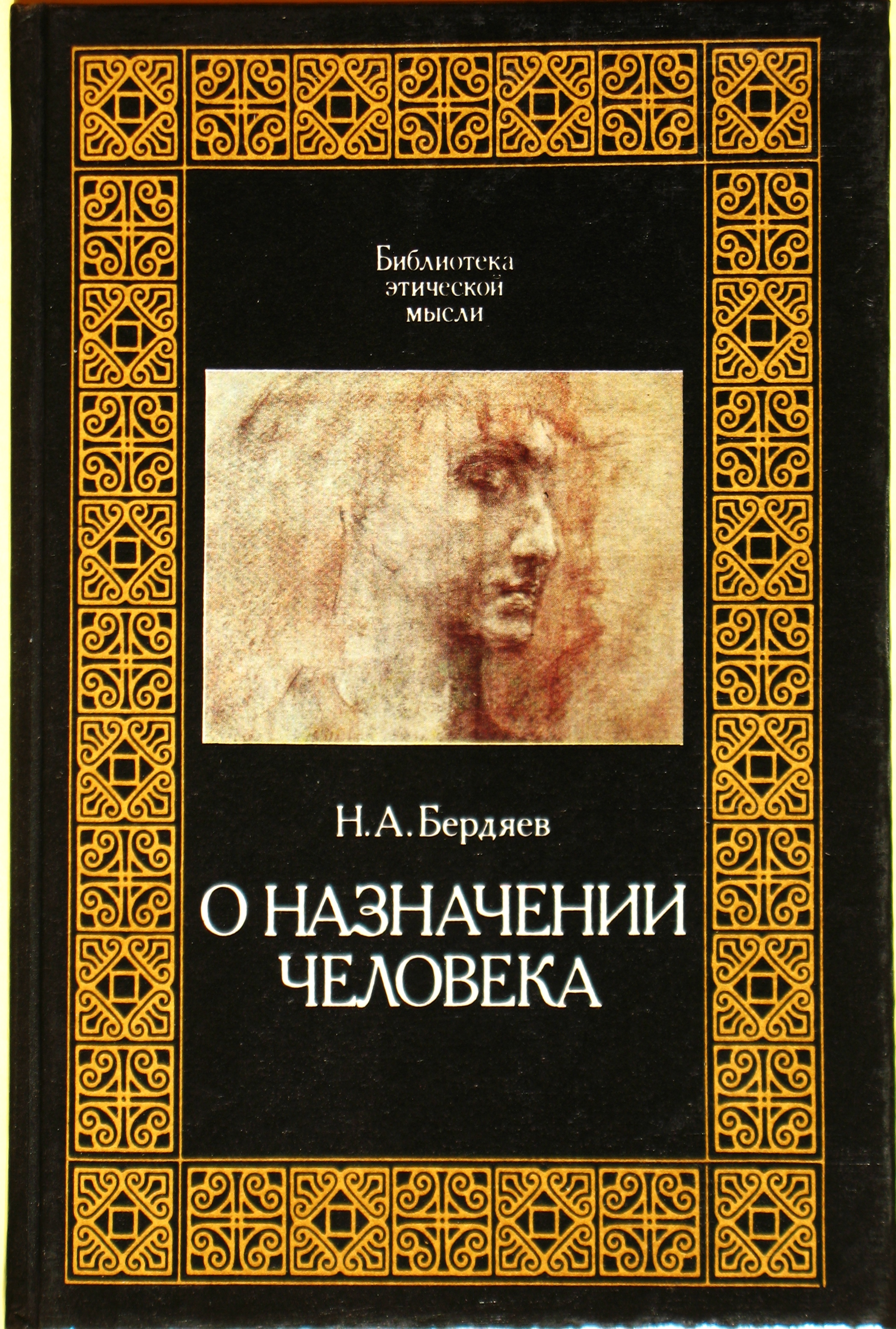
Николай Бердяев в серии «Библиотека этической мысли». 1993

«Республика» сохраняет традицию издания политико-документальной и политологической литературы, хотя в значительно меньших объёмах по сравнению с тиражами Политиздата. В 1993—1995 годах были изданы 49 официальных сборников, в том числе включающих стенограммы заседаний Государственной Думы РФ. В этот период наиболее интересен издательский проект, связанный с анализом складывающихся в российском обществе политических и социально-экономических порядков. В него входят 3 объёмных коллективных исследования, подготовленные под руководством директора ИСПИ РАН академика Г. В. Осипова: 

1) «Россия у критической черты: возрождение или катастрофа»; 

2) «Россия: национальная стратегия и социальные приоритеты»; 

3) «Россия: новый этап неолиберальных реформ». 

В этих работах представлен не только серьёзный аналитический подход к динамике в российском обществе, но и наличие обширного, оригинального справочно-энциклопедического материала, наработанного исследовательскими центрами самого Института. За последние годы было опубликовано немало и других книг, в которых в теоретическом или историческом аспектах рассматриваются отдельные стороны жизни российского общества и государства. При этом авторами выступали люди самых разных взглядов и убеждений.

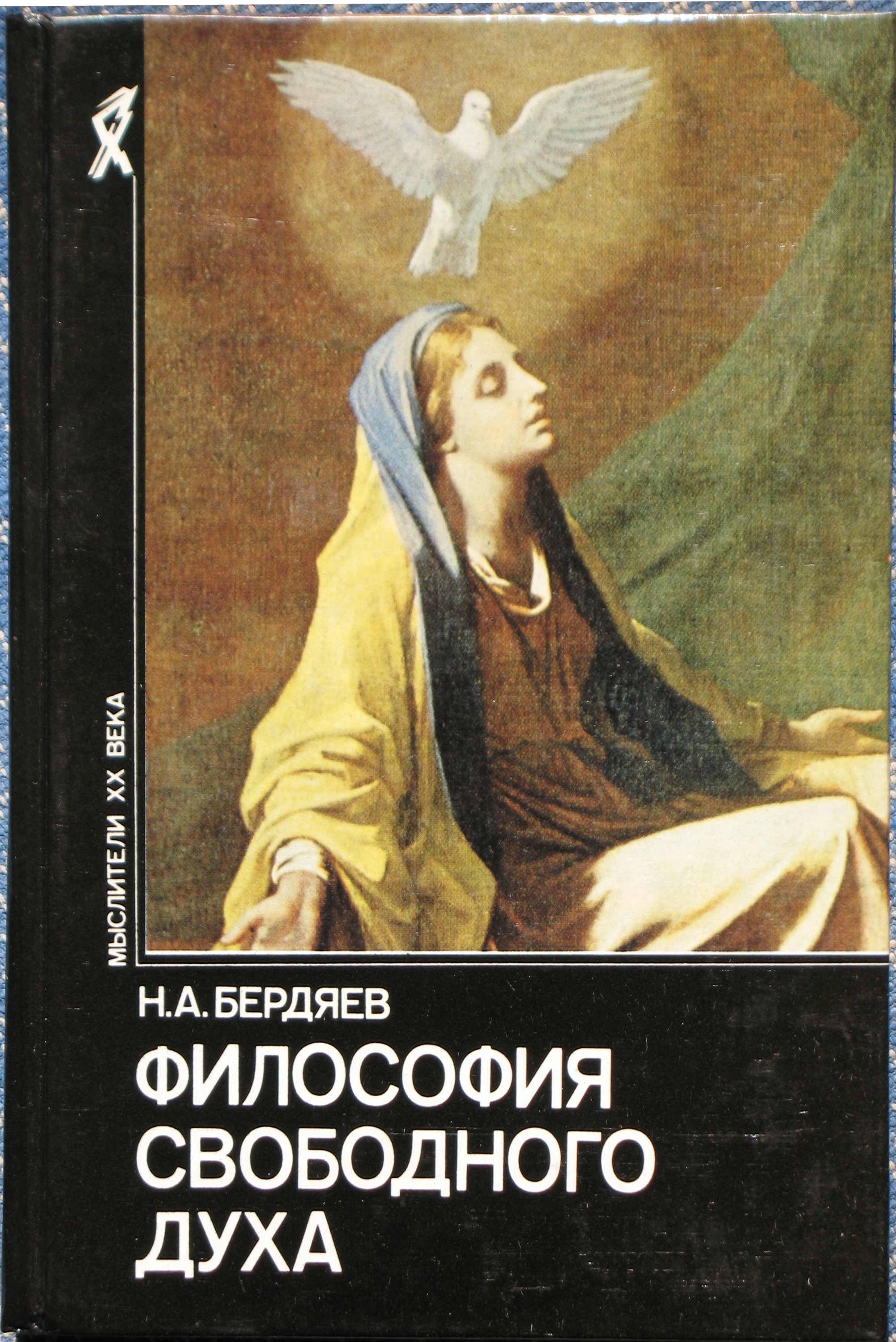
Н. Бердяев в серии «Мыслители XX века». 1994

В 1990-е годы центральное место в издательской деятельности «Республики» занял выпуск философской литературы во всех её направлениях, включая и политическую философию. Благодаря этому «Республика» стала возвращать утраченный ранее авторитет на издательском рынке. Известность приобрели две начатые «Политиздатом» литературные серии — «Мыслители XX века» и «Библиотека этической мысли». Они формировались по принципу: издавать те тексты, с которыми по тем или иным причинам отечественный читатель не смог познакомиться ранее. В рамках серии появились такие интересные произведения философского содержания, как «Прошлое и настоящее» Т. Карлейля (1994), «Философия на пороге нового тысячелетия» (1997), «Мудрецы» и другие.
«Республика» традиционно уделяет большое внимание учебной, словарной и справочной литературе, в том числе особое место занимают словари и справочники по вопросам религии, политологии, экономики.